# Keiji Hase
Keiji Hase (長谷景治?, Hase Keiji; 3 luglio 1935) è un ex nuotatore giapponese.

## Carriera
Ha partecipato ai Giochi di Melbourne 1956, gareggiando nei 100m dorso.
Ai Giochi asiatici ha vinto 1 oro nell'edizione del 1954, e 2 ori nell'edizione del 1958.